# Иванцово (Калининградская область)
Иванцово (до 1946 — Дойч Тирау, нем. Deutsch Thierau) — несуществующий населённый пункт в Багратионовском районе Калининградской области.

## География
К 1945 году Дойч Тирау находилась на пути запланированного автобана Берлин-Кёнигсберг. Сегодня это польская национальная дорога DK 22 (пол. Droga krajowa 22) или российская региональная дорога Р516.

## История
Дойч Тирау существовало уже в XIV веке.
В 1874 году был образован административный округ Дойч Тирау, который состоял из 12 сельских общин и поместий Бильсхофен, Дойч Тирау, Фрайхоф, Фройденталь, Галлинген, Хансвальде (община и поместье), Херцогсвальде, Лёнсхёфен, Малендорф, Прусский Тиерау и Розеннер.
В 1910 году здесь проживало 549 человек. К 1933 году число жителей выросло до 622, а в 1939 году - 662.
До 1945 года входило в округ Хайлигенбайль в составе административного округа Кёнигсберга провинции Восточная Пруссия. В 1945 году в результате структурных изменений и объединений пять муниципалитетов сформировали административный район Deutsch Thierau: Deutsch Thierau, Gallingen, Hanswalde, Herzogswalde и Lönshöfen.
К началу августа 1945 года на Потсдамской конференции лидеры трёх крупнейших держав антигитлеровской коалиции во Второй мировой войне решили что северная часть Восточной Пруссии (примерно одна треть всей её территории) будет передана Советскому Союзу, остальные две трети — Польской Республике.
16 августа 1945 года в Москве было подписано соглашение о советско-польской границе. Первоначально она должна была проходить по северной границе округа Хайлигенбайль (нем. Kreis Heiligenbeil). Таким образом весь округ, а с ним и Дойч Тирау, отходил Польше. Однако в октябре 1945 года советские военные объявили о переносе границы, что она пройдёт в километре южнее Прейсиш-Эйлау. В апреле 1946 года состоялась официальная демаркация границы. Новая граница между СССР и Польшей пролегла по южной окраине Дойч Тирау. Появление границы определило судьбу деревни.
В 1946 году в ходе кампании по переименованию населенных пунктов, рек и озёр Дойч Тирау было переименован в Иванцово.